# Sołohubiwka
Sołohubiwka (ukr. Сологубівка) – wieś na Ukrainie, w obwodzie winnickim, w rejonie winnickim, w hromadzie Oratów, nad Pikałką. W 2001 roku liczyła 628 mieszkańców.
Pierwsze pisemne wzmianki o miejscowości pochodzą z XVIII wieku.